# Thermosphaeroma
Thermosphaeroma es un género de crustáceos isópodos de la familia Sphaeromatidae de aguas termales dulces que se distribuyen por el sudoeste de los Estados Unidos de América y norte-centro de México.

## Especies
Se reconocen las siguientes 8 especies:
- Thermosphaeroma cavicauda Bowman, 1985, , México
- Thermosphaeroma dugesi (Dollfus, 1893), , México
- Thermosphaeroma macrura Bowman, 1985, , México
- Thermosphaeroma mendozai Schotte, 2000, , México
- Thermosphaeroma milleri Bowman, 1981, , México
- Thermosphaeroma smithi Bowman, 1981, , México
- Thermosphaeroma subequalum Cole & Bane, 1978, , México, USA.
- Thermosphaeroma thermophilum (Richardson, 1897), , USA.